# Châtillon-sur-Colmont

Châtillon-sur-Colmont este o comună în departamentul Mayenne, Franța. În 2009 avea o populație de 1,029 de locuitori.